# Antoni Krajewski
Antoni Krajewski (ur. 17 sierpnia 1890 w Złotorii, zm. 6 stycznia 1975 w Krakowie) – polski literat, pedagog, nauczyciel, działacz społeczny, inicjator i współzałożyciel Towarzystwa Przyjaciół Lanckorony, współzałożyciel muzeum w Lanckoronie, inicjator budowy wodociągu w Lanckoronie.

## Życiorys
Antoni Krajewski urodził się 17 sierpnia 1890 r. w Złotorii k. Tykocina. Jego rodzicami byli Wincenty Krajewski i Marianna Krajewska (z domu Szachowska). Antoni Krajewski został ochrzczony w kościele parafialnym w Choroszczy. Rok później zamieszkał w Warszawie. W 1909 r. ukończył Gimnazjum im. gen. Chrzanowskiego. W 1910 r. wstąpił na Kursy Handlowe im. A. Zielińskiego, a w 1915 r. podjął studia na wydziale filozoficznym Uniwersytetu Warszawskiego. W 1920 r. przeniósł się do Poznania, gdzie w 1922 r. ukończył studia humanistyczne na Uniwersytecie Poznańskim. Pracował najpierw jako nauczyciel w Poznaniu, potem m.in. w Pabianicach, Łodzi, Warszawie, Łasku, Jarocinie oraz Toruniu. W 1940 r. w Kownie wydał rozprawę pt. „Wesele Stanisława Wyspiańskiego – elementy treści ideowej”. Następnie przeniósł się do Wilna, a w 1944 r. do Warszawy. W tym samym roku przybył do Krakowa. Z uwagi na swój stan zdrowia był niezdolny wówczas do pracy (m.in. miał uszkodzony mięsień sercowy oraz ciężką nerwicę pourazową). Po wojnie kontynuował leczenie oraz prowadził sklep galanteryjny w Krakowie wraz z Heleną Jacherową. W 1962 r. przybył do Lanckorony w celach rekreacyjnych. Zbulwersowany stanem ruin lanckorońskiego zamku postanowił podjąć działania na rzecz ratowania zabytku. Zainicjował powstanie Towarzystwa Przyjaciół Lanckorony. Dzięki staraniom Antoniego Krajewskiego i przy współudziale Towarzystwa Przyjaciół Lanckorony rozpoczęto prace mające na celu ratowanie ruin średniowiecznego zamku w Lanckoronie. W 1967 r. Towarzystwo Przyjaciół Lanckorony przy zaangażowaniu Antoniego Krajewskiego utworzyło muzeum w Lanckoronie. Z inicjatywy profesora Krajewskiego rozpoczęto badania geologiczne w celu poszukiwania wód głębinowych w Lanckoronie. Na podstawie uzyskanych wyników badań podjęto decyzję o budowie wodociągu w Lanckoronie. Profesor Antoni Krajewski zmarł 6 stycznia 1975 r. w Krakowie. Został pochowany na Cmentarzu Rakowickim w Krakowie (cmentarzu wojskowym przy ul. Prandoty w Krakowie) (kw. LXXXVI-2-45).
Jego imieniem nazwano muzeum (izbę regionalną) w Lanckoronie.

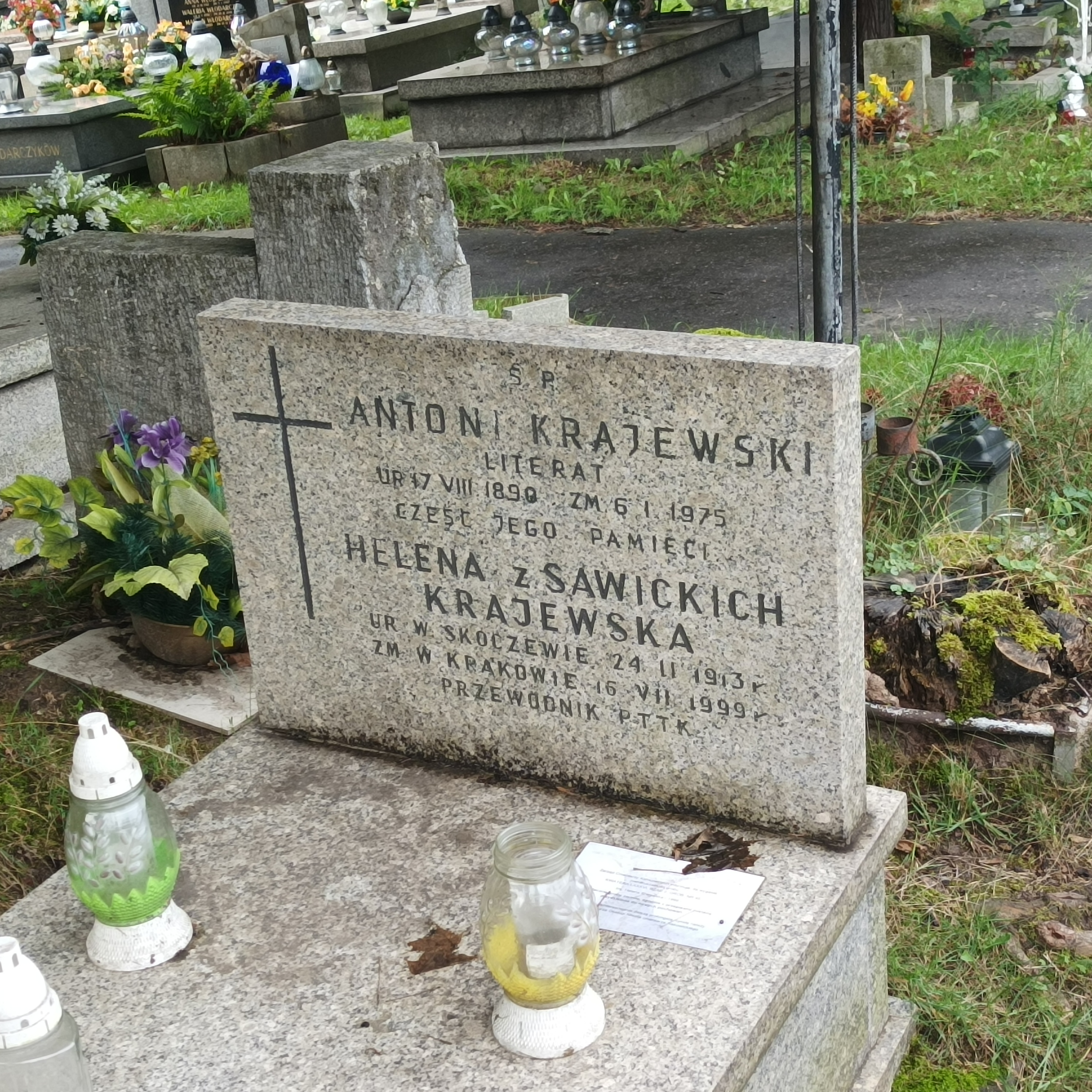
Grób Antoniego Krajewskiego na cmentarzu wojskowym przy ul. Prandoty w Krakowie